# .re
.re es el dominio de nivel superior geográfico (ccTLD) para la Isla de la Reunión, administrado, al igual que .fr y .tf, por AFNIC .
El registro de dominios está restringido a personas u organizaciones residentes en la isla.
Además de ello el registro de dominios se hace a tercer nivel bajo uno de los siguientes nombresyggd:
- .asso.re: asociaciones
- .nom.re: apellidos
- .com.re: comercial (sin restricción).